# Khaya
Khaya é um género equatorial botânico pertencente à família Meliaceae, é nativo da África. O género inclui as árvores produtoras das madeiras conhecidas comercialmente como mogno-africano.

## Espécies
- Khaya agboensis A. Chev. 1928
- Khaya anthotheca (Welw.) C. DC. 1878
- Khaya caudata Stapf ex Hutch. & Dalziel 1928
- Khaya cunahailata 	De Wild.
- Khaya euryphylla Harms 1902
- Khaya grandifoliola A. Juss. 1907
- Khaya grandifoliola  C. DC. 1907
- Khaya grandis Stapf 1908
- Khaya ivorensis A. Chev. 1909
- Khaya kerstingii Engl. 1915
- Khaya klainei Pierre ex Pellegr. 1911
- Khaya madagascariensis Jum. & H. Perrier 1906
- Khaya mildbraedii Harms 1917
- Khaya nyasica Stapf ex Baker f. 1911
- Khaya punchii Stapf 1912
- Khaya senegalensis (Desr.) A. Juss. 1830 (basiônimo)

## Silvicultura dekhaya

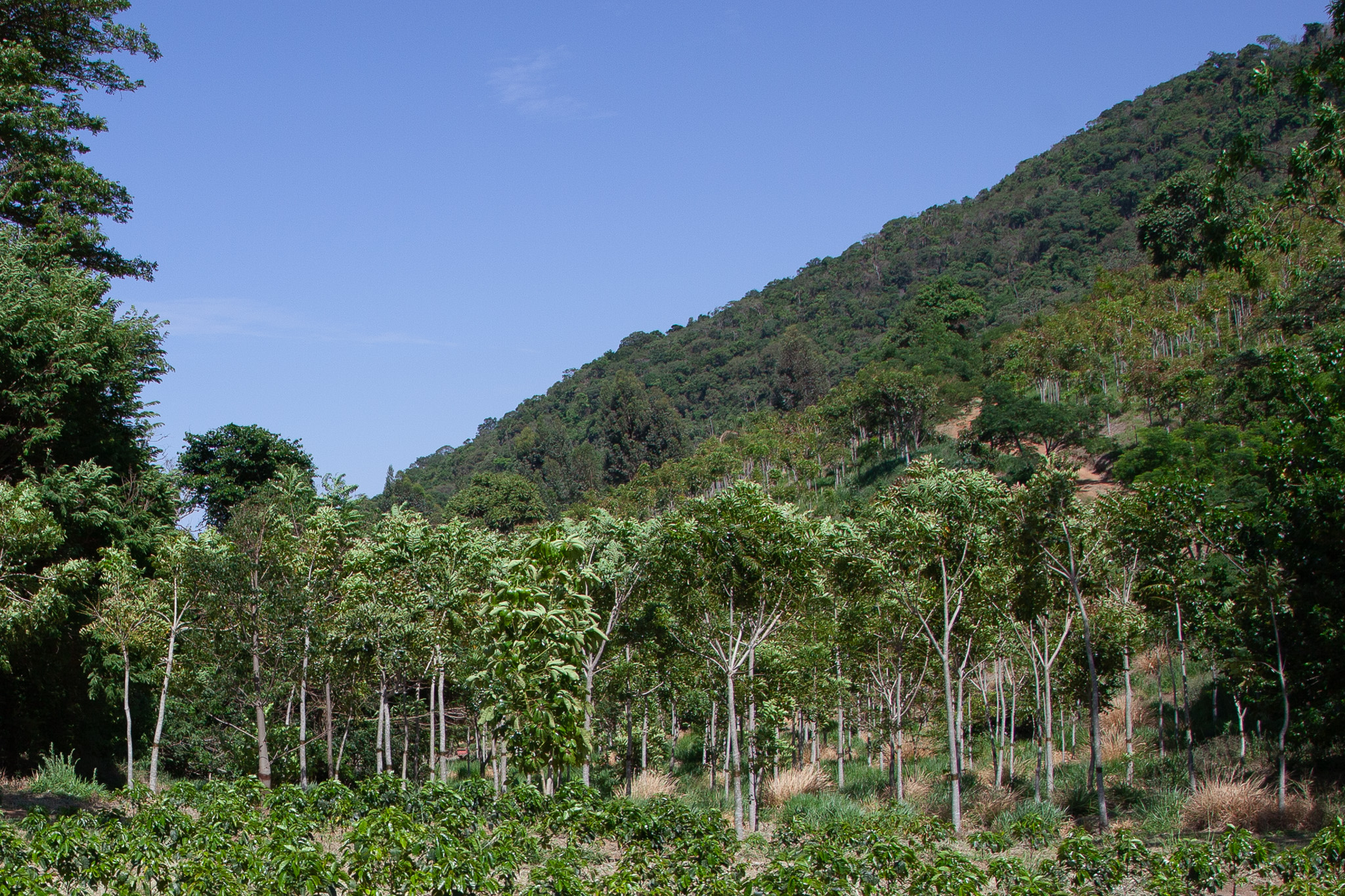
Fotografia de bosque de khaya ivorensis com 4 anos de idade em São Sebastião da Grama, SP, Brasil.

Os mognos usados como silvicultura de madeira nobre no Brasil são em sua maior parte das espécies khaya ivorensis e khaya senegalensis. Os khaya africanos são nativos de florestas tropicais úmidas com média de temperatura entre 24-27° celsius no verão, e média de 18° celsius no inverno. Constata-se também ela ser encontrada em florestas higrófilas subcaducifólias de baixa altitude. As khaya em seu ecossistema originário pode atingir 60 metros de altura e 210 cm de diâmetro. Seu tronco frequentemente é retilíneo com fuste livre de ramificações até a altura de aprox.. 30 metros. Plantios no sul de Minas Gerais demonstraram que o khaya nã tolera geadas severas. Quanto ao solo, os khaya preferem solos de boa drenagem. Não suportam, entretanto, longos períodos de solo seco ou, em outro caso oposto a este, longos períodos de solo encharcado. Os indovíduos khaya apresentam melhor adaptação a argilossolos do que a latossolos devido à disponibilidade de água e nutrientes.

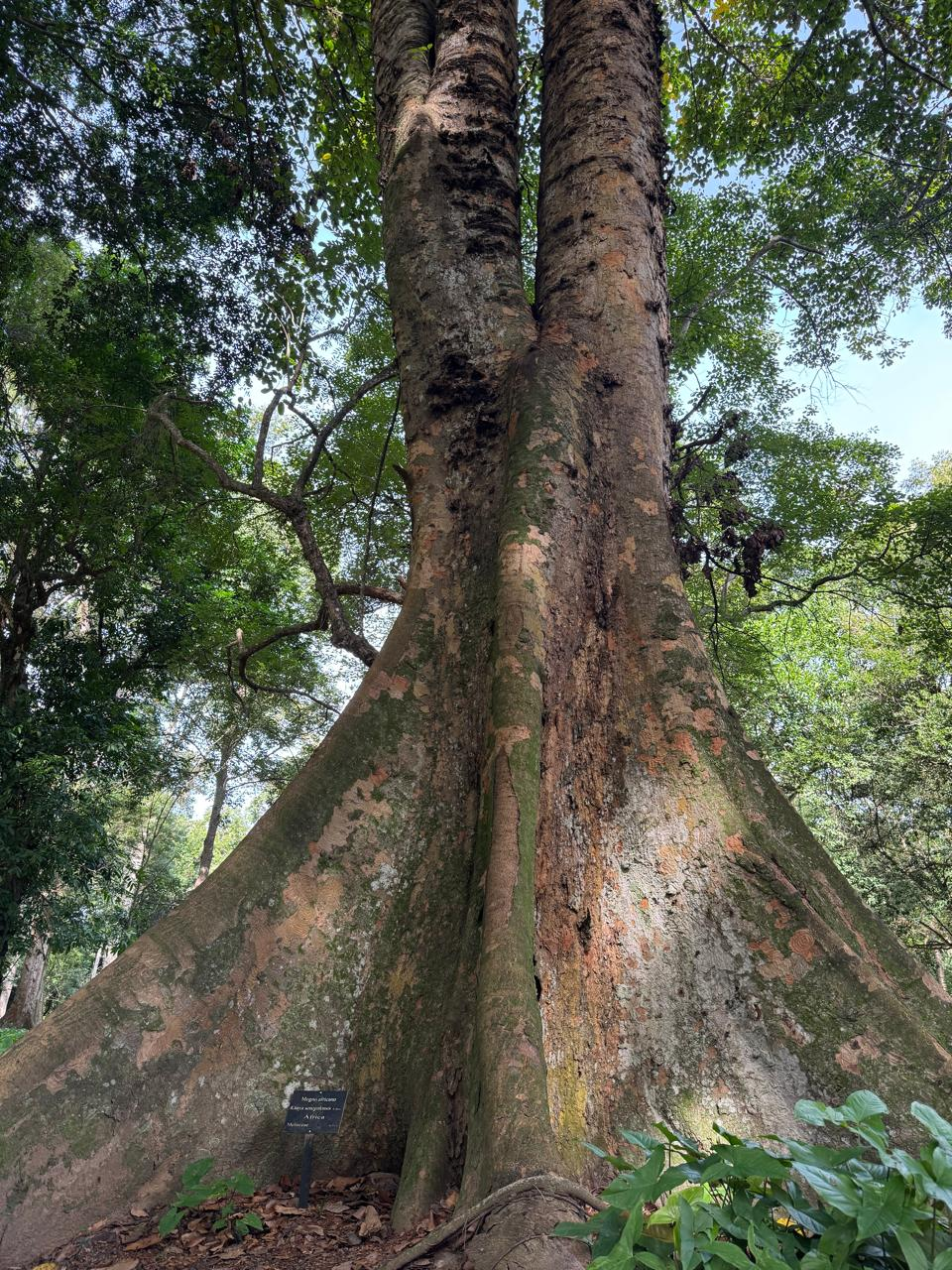
Foto de mogno africano do Jardim Botânico do Rio de Janeiro

Dentre as espécies de Khaya a característica predominante do ivorensis é madeira tenra e leve, e para o grandfolia, moderadamente dura e mais densa. A espécie senegalensis é caracterizada também por ser madeira dura e densa. O uso da madeira da espécie khaya é amplo, e vai da movelaria fina até a fabricação de barcos sofisticados. Verifica-se nestas madeiras já trabalhadas em marcenaria o fenômeno da retratibilidade e inchamento conforme a umidade ambiente. Este fenômeno pode ser mensurado em escala pela variação volumétrica da madeira seca segundo a mudança de 1% de umidade.